# The Square - Dentro la rivoluzione
The Square - Dentro la rivoluzione (Al midan) è un film del 2013 diretto da Jehane Noujaim, che ritrae la Rivoluzione Egiziana del 2011 a partire dalle sue origini a Piazza Tahrir. Il film ha ricevuto una nomination agli Oscar come Miglior Documentario nel 2014.

## Descrizione del film
Dal 2011, anno della fine della dittatura trentennale di Mubarak, fino al golpe militare che ha rimosso dal suo incarico il presidente della “Fratellanza Musulmana” nell'estate del 2013, The Square - Inside the Revolution segue un gruppo di attivisti egiziani che combattono tiranni e regimi rischiando la loro vita per costruire una nuova coscienza nella società.

La rivoluzione egiziana è stato un ottovolante di avvenimenti. Nell'arco di tre anni sono stati eletti e poi destituiti tre diversi capi di stato. Se i telegiornali lasciano soltanto intravedere le battaglie più cruente, i volti dei protagonisti e le immagini di folle oceaniche in marcia, The Square - Inside the Revolution porta invece lo spettatore a stretto contatto con le storie personali che si nascondono dietro alla notizia.

L'obiettivo del film è di sperimentare l'evoluzione di una rivoluzione nel XXI secolo e capire ciò che questi attivisti stanno cercando di dire: i diritti civili e le libertà non saranno mai accantonati né barattati in cambio di nulla, si combatterà per essi fino alla morte.

Com'è incominciata questa lotta? Come si è sostenuta? E soprattutto, avrà successo? Questo film mostra come in una società un vero cambiamento non parta mai da una moltitudine di persone, ma sia generato dall'impegno incessante e continuo di pochi individui fedeli a tali principi di cambiamento.

## Distribuzione
L'anteprima mondiale di The Square - Inside the Revolution si è tenuta il 18 gennaio 2013 al Sundance Film Festival, dove ha vinto il premio del pubblico nella categoria Documentari. Vista la stringente attualità del tema della Rivoluzione Egiziana, la regista Jehane Noujaim ha aggiornato la fine del film nel corso dell'estate del 2013. Il film ha poi vinto il People's Choice Award per la sezione Documentari al Toronto International Film Festival del 2013.
Il film è stato il primo candidato agli Oscar a essere distribuito su Netflix. In Italia, è stato distribuito a partire dal 20 febbraio 2014.